# 15513 Еммерманн
15513 Еммерманн (15513 Emmermann) — астероїд головного поясу, відкритий 29 жовтня 1999 року.
Тіссеранів параметр щодо Юпітера — 3,596.